# Iris Winkler
Iris Winkler (* 1968) ist eine deutsche Fachdidaktikerin.

## Leben
Nach dem Abitur 1988 am Erasmus-Gymnasium Amberg studierte sie von 1988 bis 1993 Germanistik und Geschichte an der Universität Bamberg (1993 erste Staatsprüfung für das Lehramt an Gymnasien). Von 1993 bis 1995 war sie Studienreferendarin am E.T.A. Hoffmann-Gymnasium Bamberg und am Gymnasium Albertinum Coburg (1995 zweite Staatsprüfung für das Lehramt an Gymnasien). Nach der Promotion 2002 an der Philosophischen Fakultät der Friedrich-Schiller-Universität Jena bei Michael Krejci und der Habilitation 2010 an der Philosophischen Fakultät Jena (Lehrbefähigung für Didaktik der deutschen Sprache und Literatur) ist sie seit 2012 Lehrstuhlinhaberin für Fachdidaktik Deutsch an der FSU.

## Schriften (Auswahl)
- Argumentierendes Schreiben im Deutschunterricht. Theorie und Praxis. Frankfurt am Main 2003, ISBN 3-631-50469-1.
- Aufgabenpräferenzen für den Literaturunterricht. Eine Erhebung unter Deutschlehrkräften. Wiesbaden 2011, ISBN 978-3-531-17528-7.
- Wozu Literaturdidaktik? Perspektiven auf eine Disziplin zwischen den Stühlen. Oldenburg 2012.
- als Herausgeberin mit Alexander Gröschner und Michael May: Lehrerbildung in einer Welt der Vielfalt. Befunde und Perspektiven eines Entwicklungsprojekts. Bad Heilbrunn 2018, ISBN 3-7815-2277-6.